# Union française de la jeunesse
L'Union française de la jeunesse (UFJ) est une association loi de 1901 d’éducation populaire et de formation d'adultes créée à Paris en 1875 et déclarée d'utilité publique le 12 mai 1893. L'UFJ a suivi et s'est adaptée aux changements de l'histoire de la formation professionnelle en France et de la formation tout au long de la vie. Depuis 1970, son siège social est situé à Lille.
Forte de ses plus de 140 ans d'existence et toujours portée par l'esprit de modernité et de fraternité de ses fondateurs, l'Union française de la jeunesse poursuit ses missions d'éducation permanente et de formation professionnelle des adultes grâce à l'implication de ses salariés et de ses bénévoles.

## Historique

### XIXesiècle

#### Contexte historique de l'enseignement en France dans les années 1800
Sous la Deuxième République et au début de la Troisième République, l'instruction n'est ni obligatoire ni gratuite et, malgré la création d'un ministère de l'Instruction publique, elle est toujours fortement liée au pouvoir religieux. Pour lutter contre l'illettrisme de la population plusieurs lois (Guizot, Falloux, Duruy) ont commencé à mettre en place les fondements d'un enseignement gratuit à destination des enfants pauvres. Malgré tout le peuple n'a pas le loisir d'avoir accès à l'éducation et l'instruction. Les révolutions parisiennes de 1830 et 1848 où se côtoient des étudiants, des artisans et des ouvriers, vont entraîner la formation de premières grandes associations laïques d'éducation populaire : l'Association philotechnique, l'Association polytechnique et la création de la Ligue de l'enseignement en 1866 par Jean Macé. En 1871, les insurgés de la Commune de Paris demandent également un enseignement laïc et gratuit et un enseignement professionnel. À partir de 1881, les lois Jules Ferry sur l'école primaire rendent l'école gratuite, l'instruction obligatoire et l'enseignement public laïque.

#### 1875 - Création de l'Union française de la jeunesse
L’Union française de la jeunesse est fondée dans le 2e arrondissement de Paris. Ce sont cinq jeunes instruits (un publiciste, un avocat, un interne des hôpitaux, un élève des ponts et chaussées, un jurisconsulte), qui créent une nouvelle association publique d’éducation populaires, apolitique et areligieuse,.
Leurs objectifs sont :
- organiser des lectures, cours et conférences pour les jeunes ouvriers ;
- encourager à l'étude en accordant aux plus méritants des livrets de caisse d'épargne ou toute autre récompense ;
- faciliter à ceux qui en seront jugés dignes les moyens de continuer leur instruction ;
- encourager la création de bibliothèques et d'écoles populaires.

Ainsi, ces jeunes bénévoles n’hésitent pas à aller sur le terrain et vont donner leurs premiers cours sur les lieux de vie des ouvriers :

« […] c’était parfois à côté d'un bal de barrière ou d'un comptoir de marchand de vins que vous allumiez bravement vos lanternes. »

Ils sont portés par un idéal de rapprochement entre le peuple et les élites comme le soulignera Jean Jaurès, président de l'association en 1889 :

« Les jeunes gens qui l’ont fondée en 1875, au sortir du collège ou du lycée, quelques années après la guerre étrangère, quelques années après la guerre civile, ces jeunes gens s’étaient dit : Entre la bourgeoisie et le peuple, les siècles, les révolutions, les haines, les guerres civiles, les inégalités ont créé de funestes, de déplorables malentendus qui ne pourraient se renouveler qu’en entraînant aux abîmes la Patrie, qui peut-être y resterait cette fois. Eh bien ! il faut faire cesser ce malentendu, il faut rapprocher du peuple la bourgeoisie, il faut que ceux qui travaillent de leur esprit aillent vers ceux qui travaillent des mains, pour qu’une pénétration se produise, pour que la bourgeoisie, qui autrement s’étiolerait, emprunte quelque chose à la vigueur toujours renouvelée des masses populaires, et pour que le peuple emprunte quelque chose de ses lumières à cette classe privilégiée qui a pu les acquérir. »

L’UFJ connaît un grand succès tant auprès du peuple que des élites. En 1885, Louis Pasteur souligne l'originalité des cours de l'UFJ :

« Vous vous êtes arrangés pour que ce ne soit pas les élèves qui se plient aux exigences des maîtres, mais pour que ce soit les maîtres qui se conforment aux besoins des élèves. Vos chefs de section ont demandé quels étaient les désirs de leurs auditeurs, et partout ils y ont répondu par l'ouverture d'un cours spécial : cours de littérature française, cours de langue allemande, d’histoire, d’hygiène, de dessin […]. Au Faubourg St-Antoine, vous installez un cours de géométrie pour venir en aide aux ouvriers en bois et aux ouvriers mécaniciens. À côté du Jardin des Plantes vous organisez […] un cours de chimie industrielle. »

#### 1885 - Ouverture de la section lilloise
À la suite du cinquième congrès de la Ligue de l'Enseignement à Lille, le 12 avril 1885, des étudiants invitent les membres de la Ligue à se rendre à leur local. Lors cette rencontre, en présence de René Paillot, alors vice-président de l'Union des étudiants de L’État et de Marcel Charlot, président de l'UFJ, nait le désir de créer à Lille une association analogue à celle existant à Paris. Le 9 juin 1885, la nouvelle association est approuvée par arrêté préfectoral et René Paillot en assure la première présidence.

#### 1893 - Reconnaissance d'utilité publique
Par décret du 12 mai 1893, l'association est reconnu établissement d'utilité publique.

#### 1898 - L'Association prospère et rayonne
À cette époque, l'UFJ compte dans Paris vingt-trois centres de cours et de conférences avec quatre-cent-trente professeurs volontaires pour une population scolaire de douze-mille élèves. Plusieurs autres sections se sont ouvertes à Cambrai (1894), en Haute-Garonne, en Lorraine, en Meurthe et Moselle, dans les Ardennes. Toutes les sections autonomes de province sont subventionnées par les municipalités.

#### 1899 - Création de l'Université populaire de Lille
Pour compléter son œuvre d'éducation populaire, l'UFJ dans son Assemblée Générale de décembre 1899, décide de créer une Université populaire à Lille. L'association avait préalablement sollicité le concours des professeurs des Facultés de Lille, notamment un groupe qui avait déjà organisé des conférences populaires à destination des ouvriers. Plusieurs réunions furent nécessaires pour aboutir à l'élaboration des statuts, notamment la suppression d'un article qui plaçait l’Université Populaire sous le patronage de l'UFJ. Le 25 octobre 1889, un comité provisoire, avait approuvé les statuts et dressé un premier programme : "En dehors des cours professionnels, dont l'organisation reste à l'Union française de la jeunesse, il y aura des cours théoriques, tels que : géographie générale, histoire moderne et contemporaine, hygiène publique et privée, littérature au point de vue social, enseignement civique, conditions du travail moderne et les lois qui le régissent. Enfin l'Université organisera des promenades dans les usines et les musées, et des conférences mensuelles". Le 20 décembre 1899, l'Université populaire de Lille est fondée sous la présidence du docteur Charles Debierre, professeur à la Faculté de Médecine et adjoint au Maire. La préfecture autorise officiellement l'Université populaire de Lille par un arrêté préfectoral le 31 janvier 1900.

### XXesiècle

#### 1901 - Loi sur les associations
La loi du 1er juillet 1901 sur les associations à but non lucratif est mise en place. L'UFJ est immédiatement répertoriée sous ce statut.

#### 1905 - Des sections bien implantées.
Comme en témoigne Édouard Petit, rapporteur pour le Ministère de l'instruction publique, à Paris, l'UFJ s'étend sur 14 arrondissements, ses cours ont une tendance professionnelle et son certificat d'études commerciales est recherché. Dans le nord, la section de Lille a aussi une belle vitalité avec 2000 auditeurs et 87 cours, les conférences qui y sont données sont très appréciées, d'autres sections ont été créées à Haubourdin, Canteleu, La Madeleine, Loos et Hellemmes.

#### 1914 - 1918 - L'UFJ Lilloise pendant la première guerre mondiale
A Lille, les cours ne peuvent plus avoir lieu pendant l'année scolaire 1914-1915.Les écoles publiques, où sont données les cours du soir, ne peuvent plus donner l'hospitalité, il n'y a plus de subvention ni de cotisation. Les bombardements de la ville de Lille au mois d'octobre 1914 détruisent totalement le principal local, rue de l'hôpital Militaire, le local de la rue Poissonceaux est occupé par l'armée allemande, les soldats allemands couchent dans les salles de cours et les livres de la bibliothèque, qui faisait la fierté de la section Lilloise, sont dispersés. Malgré tout, des membres fondateurs de l'UFJ Lille, René Paillot, président, Bernard Welhoff et des amis de l'UFJ décident de réagir afin de travailler utilement dans l'objectif de l'après-guerre. Dès le 15 décembre 1914, une équipe d'ouvriers remet en état le local rue Poissonceaux et les cours gratuits et publics rouvrent le 13 janvier 1916 (arithmétique, coupe, géographie commerciale, français, broderie et dentelles, Espéranto, comptabilité, couture, géométrie, sténographie, dessin industriel…). Les auditeurs affluent et d'autres locaux sont prêtés (écoles publiques, lycée Baggio). Les cours comptent 3500 élèves dont 29 % de jeunes. Au mois d'avril 1916, l'armée allemande réquisitionne 20 000 personnes sur Lille et ses environs, principalement des jeunes dont des élèves et professeurs de l'UFJ, elles seront déportées dans les territoires occupés pour des travaux forcés. Ceux qui restent continuent vaillamment les cours,mais la misère s'installe à Lille et l'UFJ élargit son champ d'action et contribue, dans la mesure de ses moyens, en récoltant des fonds qui sont distribuées à des œuvres de bienfaisances. L'UFJ Lille continue les cours jusqu'à la fin de la guerre.

## Présidents
| Présidences parisiennes | Présidences parisiennes        |
| ----------------------- | ------------------------------ |
| XIXe siècle             |                                |
| 1875                    | M. Roche                       |
| 1876                    | M. Bourgeois                   |
| 1877                    | M. Dubasty                     |
| 1879                    | Gustave Ollendorff             |
| 1881                    | M. Henry M. Pierret            |
| 1882                    | M. Garbe                       |
| 1883                    | M. Simon                       |
| 1884                    | M. P. Leser M. A.P. Leser      |
| 1885                    | Marcel Charlot                 |
| 1889                    | Jean Jaurès Docteur Bataillard |
| 1890                    | M. Heyman                      |
| 1891                    | M. Spronck                     |
| 1892                    | M. Gouzy                       |
| 1893                    | Docteur Salmon                 |
| 1894                    | M. Richard                     |
| 1898                    | Docteur Peyré                  |
| XXe siècle              |                                |
| 1900                    | M. Charlot                     |
| 1901                    | Docteur Peyré                  |
| 1902                    | Docteur Legrain                |

| Présidences lilloises | Présidences lilloises |
| --------------------- | --------------------- |
| XIXe siècle           |                       |
| 1885                  | René Paillot          |
| XXe siècle            |                       |
| 1927                  | M. Bertrand           |
| 1927                  | F. Boyaval            |
| 1932                  | R. Moutier            |
| 1935                  | M. M. Daure           |
| 1946                  | M. J. Crépelle        |
| 1965                  | M. F. Lebon           |
| 1965                  | M. J. Lévy            |
| 1970                  | M. L. Dupont          |
| 1973                  | Raymond Allard        |
| XXIe siècle           |                       |
|                       | Pierre Reynaert       |
|                       | Jean-Claude Pavot     |
|                       | Dominique Dams        |

## Labels et certifications
- Atelier de pédagogie personnalisée (APP)
- Certification DataDock
- Habilitation à la certification au CléA
- ETS

## Prix et distinctions
- 1878 : médaille de bronze à l'Exposition universelle de Paris.
- 1884 : mention d'honneur spéciale à l'Exposition de Londres.
- 1885 : diplôme d'honneur à l'Exposition de la Nouvelle Orléans.
- 1888 : premier ordre de mérite à l'Exposition de Melbourne.
- 1889 : médaille d'or et médaille d'argent à l'Exposition universelle de Paris.
- 1900 : Grand prix et médaille d'or à l'Exposition universelle de Paris[8].
- 1910 : Grands prix à l'Exposition de Bruxelles.
- 1911 : Grands prix aux Expositions de Turin et Roubaix.

### Sources bibliographiques
- Bulletins de l'Union française de la jeunesse  (ISSN 1255-3697)
- Le Trait d'union - Union française de la jeunesse  (ISSN 1246-0346)
- Jean Jaurès - Discours à la Sorbonne. Distribution des prix de la section parisienne de l’Union Française de la Jeunesse 12 juillet 1889.
- Jean-Claude Allard (historien), L’Union française de la jeunesse : 1875-1975 : de l’instruction et de l’éducation populaires à la formation permanente, 1975, Plaquette commémorative centenaire de l'UFJ, Lille, 109 p.
- Édouard Petit - Rapport sur l’Éducation populaire en 1904-1905 adressé à M. Bienvenu-Martin, Ministre de l'Instruction publique. Imprimerie des journaux officiels. Paris.
- Site officiel